# Ivanka Vancheva
Ivanka Borisova Vancheva, née le 31 octobre 1953 à Plovdiv et morte le 5 août 2020 dans la même ville, est une athlète bulgare, spécialiste du lancer du javelot. 

## Biographie

### Palmarès
| Date | Compétition     | Lieu   | Résultat | Performance |
| ---- | --------------- | ------ | -------- | ----------- |
| 1977 | Universiade     | Sofia  | 2e       | 61,12 m     |
| 1979 | Universiade     | Mexico | 2e       | 63,04 m     |
| 1980 | Jeux olympiques | Moscou | 5e       | 65,38 m     |

### Records
| Épreuve           | Performance | Lieu   | Date |
| ----------------- | ----------- | ------ | ---- |
| Lancer du javelot | 65,38 m     | Moscou | 1980 |